# Elecciones regionales de Lambayeque de 2002
Las elecciones regionales de Lambayeque de 2002 se llevaron a cabo el 17 de noviembre de 2002 para elegir al presidente regional, al vicepresidente regional y al Consejo Regional para el periodo 2003-2006. La elección se celebró simultáneamente con elecciones regionales y municipales (provinciales y distritales) en todo el Perú.
Las elecciones estuvieron marcadas por el enfrentamiento de dos figuras políticas con amplia trayectoria regional. Por un lado, Humberto Falla, candidato del Partido Aprista Peruano y exdiputado entre 1990 y 1992, partía como el favorito en una región tradicionalmente dominada por el aprismo. Por otro, Yehude Simon, exdiputado por Izquierda Unida entre 1985 y 1990, regresaba a la política como candidato de Unión por el Perú, tras haber sido injustamente encarcelado y posteriormente exonerado de una acusación de terrorismo. Contra todo pronóstico, Simon logró una sorprendente victoria, rompiendo la hegemonía aprista con una diferencia de poco más de 13 mil votos, el más ajustado registrado en la historia hasta 2022.

## Sistema electoral
El Gobierno Regional de Lambayeque es el órgano administrativo y de gobierno del departamento de Lambayeque. Está compuesto por el presidente regional, el vicepresidente regional y el Consejo Regional.
La votación del presidente, vicepresidente y consejo regional se realiza en base al sufragio universal, que comprende a todos los ciudadanos nacionales mayores de dieciocho años, empadronados y residentes en el departamento de Lambayeque y en pleno goce de sus derechos políticos.
El Consejo Regional de Lambayeque está compuesto por 7 consejeros elegidos por sufragio directo para un período de cuatro (4) años, en forma conjunta con la elección del presidente regional. La votación es por lista cerrada y bloqueada. Se asigna a la lista ganadora los escaños según el método d'Hondt o la mitad más uno, lo que más le favorezca.

## Partidos y candidatos
A continuación se muestra una lista de los principales partidos y alianzas electorales que participaron en las elecciones:
| Candidatura | Candidatura | Partidos y alianzas | Candidato | Candidato                | Ideología                                                          | Ref. |
| ----------- | ----------- | --- | --------- | ------------------------ | ------------------------------------------------------------------ | ---- |
|             | APRA        | Lista - Partido Aprista Peruano (APRA) |           | Humberto Falla Lamadrid  | Aprismo                                                            |      |
|             | AP          | Lista - Acción Popular (AP) |           | Segundo Ramos Burga      | Humanismo Nacionalismo cívico Reformismo                           |      |
|             | UPP         | Lista - Agrupación Independiente Unión por el Perú - Frente Amplio (UPP)                                                                    |           | Yehude Simon Munaro      | Liberalismo Progresismo Socialdemocracia                           |      |
|             | PP          | Lista - Perú Posible (PP) |           | Víctor Alcántara Arteaga | Socioliberalismo Democracia liberal Tercera vía                    |      |
|             | SP          | Lista - Somos Perú (SP) |           | Aurelio Matute Proaño    | Democracia cristiana Conservadurismo social                        |      |
|             | UN          | Lista - Unidad Nacional (UN) – Partido Popular Cristiano (PPC) – Solidaridad Nacional (SN) – Renovación Nacional (RN) – Cambio Radical (CR) |           | Adolfo Castillo Acuña    | Democracia cristiana Conservadurismo Neoliberalismo                |      |
|             | MNI         | Lista - Movimiento Nueva Izquierda (MNI) |           | Carlos Martínez Oblitas  | Marxismo-leninismo Mariateguismo Socialismo democrático            |      |
|             | APP         | Lista - Alianza para el Progreso (APP) |           | Carlos Uriarte Núñez     | Liberalismo económico Conservadurismo liberal Populismo de derecha |      |
|             | PRODE       | Lista - Progreso y Desarrollo (PRODE) |           | Humberto Heredia Morales | Regionalismo lambayecano                                           |      |

## Resultados

### Sumario general
|                        |                                                                  |              |              |              |            |            |
| Partidos y coaliciones | Partidos y coaliciones                                           | Voto popular | Voto popular | Voto popular | Consejeros | Consejeros |
| Partidos y coaliciones | Partidos y coaliciones                                           | Votos        | %            | ±pp          | Total      | +/−        |
|                        | Agrupación Independiente Unión por el Perú - Frente Amplio (UPP) | 156,591      | 32.05        | n/a          | 5          | n/a        |
|                        | Partido Aprista Peruano (APRA)                                   | 143,845      | 29.44        | n/a          | 2          | n/a        |
|                        | Acción Popular (AP)                                              | 62,842       | 12.86        | n/a          | 0          | n/a        |
|                        | Alianza para el Progreso (APP)                                   | 40,067       | 8.20         | n/a          | 0          | n/a        |
|                        | Somos Perú (SP)                                                  | 32,507       | 6.65         | n/a          | 0          | n/a        |
|                        | Perú Posible (PP)                                                | 20,112       | 4.12         | n/a          | 0          | n/a        |
|                        | Unidad Nacional (UN)                                             | 19,538       | 4.00         | n/a          | 0          | n/a        |
|                        | Progreso y Desarrollo (PRODE)                                    | 10,150       | 2.08         | n/a          | 0          | n/a        |
|                        | Movimiento Nueva Izquierda (MNI)                                 | 2,884        | 0.59         | n/a          | 0          | n/a        |
|                        |                                                                  |              |              |              |            |            |
| Total                  | Total                                                            | 488,536      |              |              | 7          | n/a        |
|                        |                                                                  |              |              |              |            |            |
| Votos válidos          | Votos válidos                                                    | 488,536      | 88.93        | n/a          |            |            |
| Votos en blanco        | Votos en blanco                                                  | 31,679       | 5.77         | n/a          |            |            |
| Votos nulos            | Votos nulos                                                      | 29,119       | 5.30         | n/a          |            |            |
| Votos emitidos         | Votos emitidos                                                   | 549,334      | 86.10        | n/a          |            |            |
| Abstenciones           | Abstenciones                                                     | 88,686       | 13.90        | n/a          |            |            |
| Votantes registrados   | Votantes registrados                                             | 638,020      |              |              |            |            |
|                        |                                                                  |              |              |              |            |            |
| Fuente:                |                                                                  |              |              |              |            |            |

### Autoridades electas
| Cargo                                 | Autoridad electa | Autoridad electa          | Partido político | Partido político                                           |
| ------------------------------------- | ---------------- | ------------------------- | ---------------- | ---------------------------------------------------------- |
| Presidente Regional de Lambayeque     |                  | Yehude Simon Munaro       |                  | Agrupación Independiente Unión por el Perú - Frente Amplio |
| Vicepresidenta Regional de Lambayeque |                  | Nery Saldarriaga de Kroll |                  | Agrupación Independiente Unión por el Perú - Frente Amplio |
| Consejero Regional de Lambayeque      |                  | Enrique Soto Roca         |                  | Agrupación Independiente Unión por el Perú - Frente Amplio |
| Consejero Regional de Lambayeque      |                  | Jorge Medina Chanamé      |                  | Agrupación Independiente Unión por el Perú - Frente Amplio |
| Consejero Regional de Lambayeque      |                  | Héctor Pacherres Monja    |                  | Agrupación Independiente Unión por el Perú - Frente Amplio |
| Consejero Regional de Lambayeque      |                  | Marco Castañeda Serrano   |                  | Agrupación Independiente Unión por el Perú - Frente Amplio |
| Consejera Regional de Lambayeque      |                  | Rosa Cabrera Zelada       |                  | Agrupación Independiente Unión por el Perú - Frente Amplio |
| Consejero Regional de Lambayeque      |                  | José Cabrejos Tarrillo    |                  | Partido Aprista Peruano                                    |
| Consejera Regional de Lambayeque      |                  | María Solís Rosas de Aita |                  | Partido Aprista Peruano                                    |